# اوین یومان
اوین یومان (انگلیسی: Owain Yeoman؛ زادهٔ ۲ ژوئیهٔ ۱۹۷۸) یک هنرپیشه اهل بریتانیا است.
از فیلم‌ها یا برنامه‌های تلویزیونی که وی در آن نقش داشته‌است می‌توان به نسل‌کشی، تروآ، منتالیست و تک‌تیرانداز آمریکایی اشاره کرد.